# Ezra
Ét-ra (/ˈɛzrə/; tiếng Hebrew: עֶזְרָא, ‘Ezrā; 480–440 TCN), còn được gọi là Kinh sư Étra (עֶזְרָא הַסּוֹפֵר, Ezra ha-Sofer) và Tư tế Étra trong Sách Étra, là một kinh sư người Do Thái (sofer) và tư tế (kohen). Trong tiếng Hy-La Étra được gọi là Esdras (tiếng Hy Lạp: ας). Theo Kinh thánh tiếng Do Thái, ông là hậu duệ của Xơragia (Sraya) (Ezra 7:1) Linh mục tối cao cuối cùng phục vụ trong Đền thờ đầu tiên (2 Kings 25:18), và một người họ hàng gần gũi với Giôsuê, Thượng Tế đầu tiên của Đền thờ thứ hai (Ezra 3:2). Ông trở về từ thời lưu đày Babylon và giới thiệu lại Torah ở Jerusalem (Ezra 7–10 and Neh 8). Theo 1 Esdras, bản dịch tiếng Hy Lạp của Sách Étra vẫn còn được sử dụng ở Chính thống giáo phương Đông, ông cũng là một thầy tế lễ thượng phẩm. Truyền thống Rabbinic cho rằng ông là một thành viên tư tế bình thường.

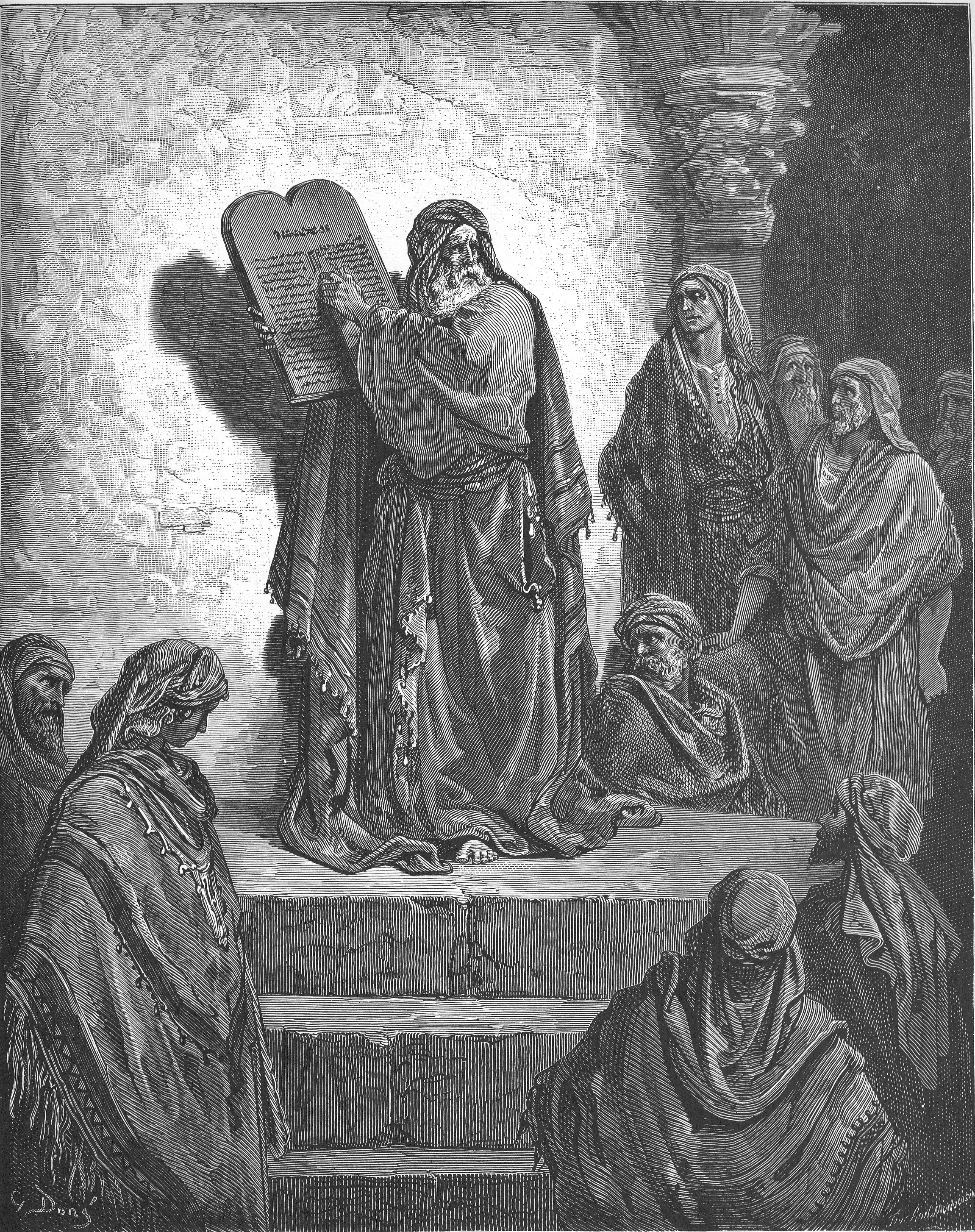
Ezra đọc Luật cho mọi người, một trong những minh họa của Gustave Doré cho

Một số truyền thống đã phát triển trên nơi chôn cất của ông. Một truyền thống nói rằng ông được chôn cất tại al-Uzayr gần Basra (Iraq), trong khi một truyền thống khác cáo buộc rằng ông được chôn cất ở Tadif gần Aleppo, phía bắc Syria.
Tên của ông có thể là viết tắt của עזריהו Azaryahu, " Yah giúp". Trong bản 70 của Hy Lạp, tên được trả lại là Ésdrās (Ἔσδρας), từ đó có tên Latin là Esdras
Sách Étra mô tả cách ông lãnh đạo một nhóm người lưu vong Judean sống ở Babylon đến thành phố Jerusalem của họ (Ezra 8.2–14) nơi ông được cho là đã thực hiện việc nghiên cứu Torah. Ông được mô tả là khuyến khích người dân Israel chắc chắn tuân theo Luật Torah để không gây nhiễu với những người thuộc các tôn giáo khác nhau, một bộ điều răn được mô tả trong Ngũ kinh.
Étra, được gọi là "kinh sư Ezra" trong văn học Chazalic, là một nhân vật rất được kính trọng trong đạo Do Thái.